# Arman (Népal)
Pour les articles homonymes, voir Arman (homonymie).
Arman (en népalais : अर्मन) est un comité de développement villageois du Népal situé dans le district de Myagdi. Au recensement de 2011, il comptait 4 189 habitants.